# Anhões
Anhões é uma povoação portuguesa do Município de Monção que foi sede da extinta Freguesia de Anhões, freguesia que tinha 7,24 km² de área e 140 habitantes (2011), e, por isso, uma densidade populacional de 19,3 h/km².
A Freguesia de Anhões foi extinta (agregada) pela reorganização administrativa de 2012/2013, tendo o seu território sido agregado ao da Freguesia de Luzio para criar a União de Freguesias de Anhões e Luzio.

## População
| População da freguesia de Anhões | População da freguesia de Anhões | População da freguesia de Anhões | População da freguesia de Anhões | População da freguesia de Anhões | População da freguesia de Anhões | População da freguesia de Anhões | População da freguesia de Anhões | População da freguesia de Anhões | População da freguesia de Anhões | População da freguesia de Anhões | População da freguesia de Anhões | População da freguesia de Anhões | População da freguesia de Anhões | População da freguesia de Anhões |
| -------------------------------- | -------------------------------- | -------------------------------- | -------------------------------- | -------------------------------- | -------------------------------- | -------------------------------- | -------------------------------- | -------------------------------- | -------------------------------- | -------------------------------- | -------------------------------- | -------------------------------- | -------------------------------- | -------------------------------- |
| 1864                             | 1878                             | 1890                             | 1900                             | 1911                             | 1920                             | 1930                             | 1940                             | 1950                             | 1960                             | 1970                             | 1981                             | 1991                             | 2001                             | 2011                             |
| 258                              | 281                              | 291                              | 281                              | 295                              | 290                              | 290                              | 346                              | 361                              | 356                              | 344                              | 283                              | 211                              | 196                              | 140                              |

| Distribuição da População por Grupos Etários | Distribuição da População por Grupos Etários | Distribuição da População por Grupos Etários | Distribuição da População por Grupos Etários | Distribuição da População por Grupos Etários | Distribuição da População por Grupos Etários | Distribuição da População por Grupos Etários | Distribuição da População por Grupos Etários | Distribuição da População por Grupos Etários | Distribuição da População por Grupos Etários |
| -------------------------------------------- | -------------------------------------------- | -------------------------------------------- | -------------------------------------------- | -------------------------------------------- | -------------------------------------------- | -------------------------------------------- | -------------------------------------------- | -------------------------------------------- | -------------------------------------------- |
| Ano                                          | 0-14 Anos                                    | 15-24 Anos                                   | 25-64 Anos                                   | > 65 Anos                                    |                                              | 0-14 Anos                                    | 15-24 Anos                                   | 25-64 Anos                                   | > 65 Anos                                    |
| 2001                                         | 16                                           | 11                                           | 95                                           | 74                                           |                                              | 8,2%                                         | 5,6%                                         | 48,5%                                        | 37,8%                                        |
| 2011                                         | 8                                            | 7                                            | 52                                           | 73                                           |                                              | 5,7%                                         | 5,0%                                         | 37,1%                                        | 52,1%                                        |

## Património
- Igreja Paroquial de Anhões.